# Militära grader i Frankrikes armé
Militära grader i Frankrikes armé visar de militära graderna och gradbeteckningarna i den franska armén samt vid de försvarsgrensövergripande personalkårerna.

## Franska armén

### Generalspersoner

Maréchal de France Fältmarskalk
Général d'Armée General
Général de Corps d'Armée Generallöjtnant
Général de division Generalmajor
Général de brigade Brigadgeneral

### Övriga officerare

Colonel Överste
Lieutenant-Colonel Överstelöjtnant
Chef de bataillon Commandant Major
Capitaine Kapten
Lieutenant Löjtnant
Sous-Lieutenant Fänrik

### Militärhögskolorna
Kadetterna vid den franska arméns militärhögskola, École Spéciale Militaire de Saint-Cyr, har under utbildningen följande grader.

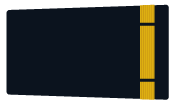
Aspirant Kadett under första årets tjänstgöring efter grundutbildningen.
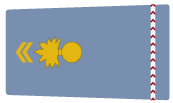
Élève officier réserve Kadett under grundutbildning vid 4. bataljonen.

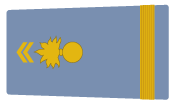
Sous-lieutenant Kadett under tredje året vid ESM.
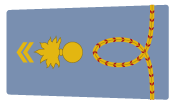
Élève-officier Kadett under andra året vid ESM.
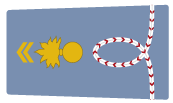
Élève officier Kadett under första året vid ESM.

Kadetterna vid den franska arméns militärhögskola, École Militaire Interarmes, har under utbildningen följande grader.

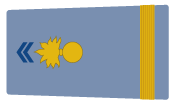
Sous-lieutenant Kadett under andra året vid EMIA.
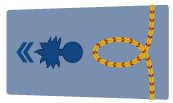
Élève officier Kadett under första året vid EMIA.

Reservkadetterna vid 4e bataillon de l'École Spéciale Militaire de Saint-Cyr har följande grader.
- Aspirant
Kadett under första årets tjänstgöring efter grundutbildningen.
- Élève officier réserve
Kadett under grundutbildning vid 4. bataljonen.

### Underofficerare

Major Regements- förvaltare
Adjudant-chef Förvaltare
Adjudant Förvaltare
Sergent-chef BM2 Överfanjunkare
Sergent-chef Fanjunkare
Sergent BSAT Översergeant
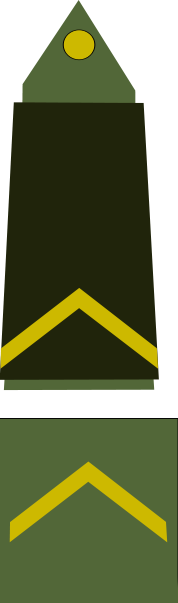
Sergent Sergeant
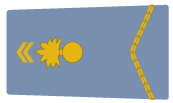
Élève sous-officier Kadett vid ENSOA

### Gruppcheferochsoldater

Caporal-chef de première classe Furir
Caporal-chef Korpral
Caporal Vicekorpral
Soldat de première classe Menig 1kl
Soldat de seconde classe Menig

## Intendenturen

### Arméintendentkåren
Franska arméns intendentkår, Corps des commissaires de l'armée de terre, ersattes 2013 av en försvarsgrensövergripande intendentkår (se nedan).

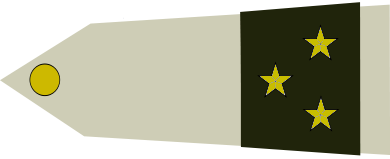
Commissaire général de division
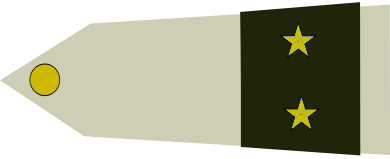
Commissaire général de brigade
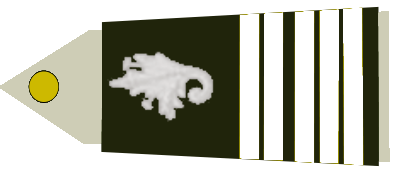
Commissaire colonel
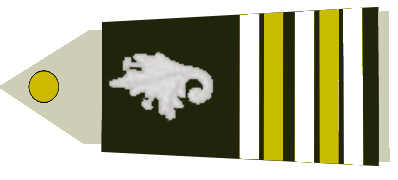
Commissaire lieutenant-colonel
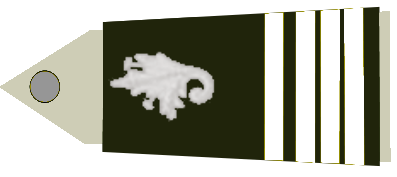
Commissaire commandant
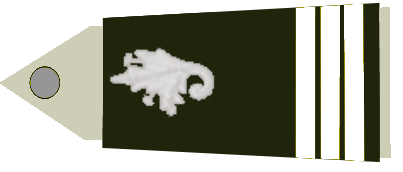
Commissaire capitaine
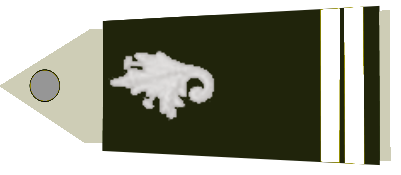
Commissaire lieutenant
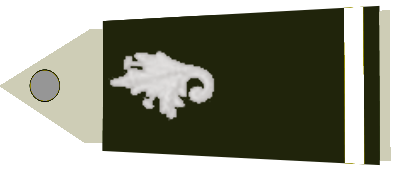
Commissaire sous-lieutenant
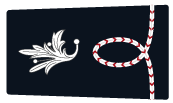
Élève commissaire Intendentsaspirant

### Försvarets intendentkår
Försvarets intendentkår, Corps du commissariat des armées, är en försvarsgrensövergripande personalkår som sedan 2013 ersätter de olika försvarsgrenarnas intendentkårer.

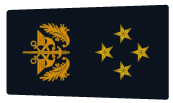
Commissaire général hors classe
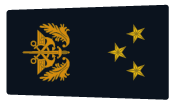
Commissaire général de première classe
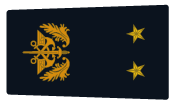
Commissaire général de deuxième classe
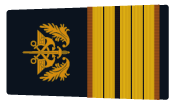
Commissaire en chef de première classe
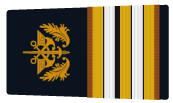
Commissaire en chef de deuxième classe
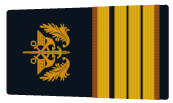
Commissaire principal
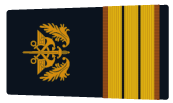
Commissaire de première classe
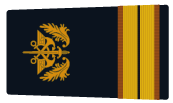
Commissaire de deuxième classe
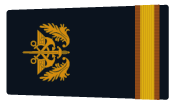
Commissaire de troisième classe
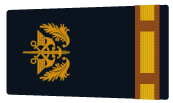
Commissaire aspirant

Källa: 

## Försvarets medicinalväsende
Det franska försvarets medicinalväsende, Service de santé des armées, består av två personalkategorier, medicinalofficerare och militär sjukvårdspersonal.

### Medicinalofficerare
Läkare har röda paspoiler; apotekare gröna; tandläkare lila. Veterinärer har galoner i silver och röda paspoiler.

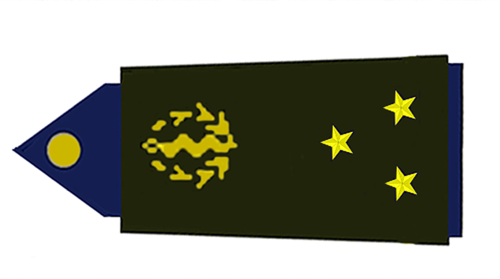
Médecin général inspecteur Generalläkare med generalmajors tjänsteställning
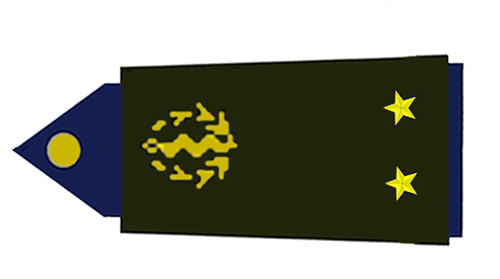
Médecin général Generalläkare med brigadgenerals tjänsteställning
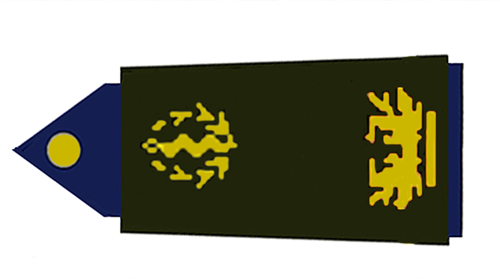
Médecin chef des services hors classe Chefsläkare (generalmajors vederlike)
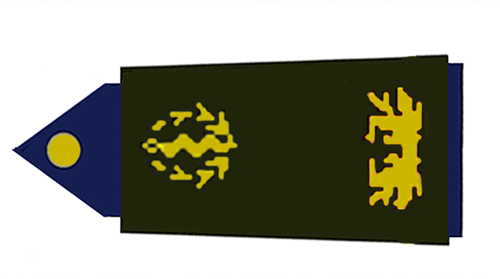
Médecin chef des services de classe normale Chefsläkare (brigadgenerals vederlike)
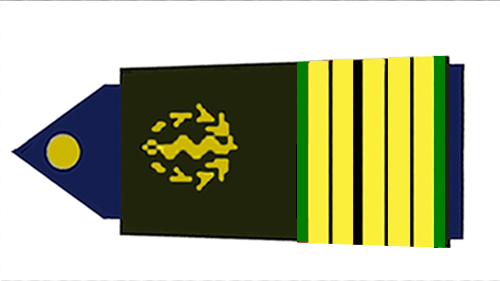
Pharmacien en chef Överapotekare med 5 år i graden
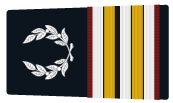
Vétérinaires chef Överveterinär
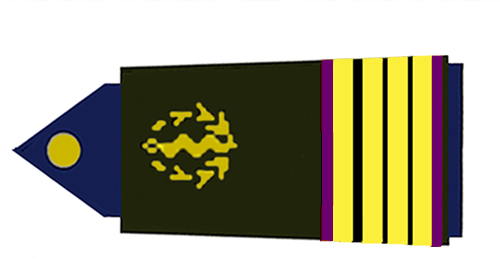
Chirurgien-dentiste principal Specialisttandläkare
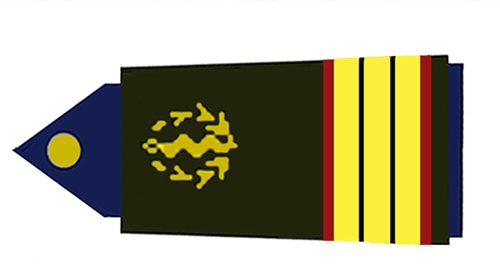
Médecin Avdelningsläkare
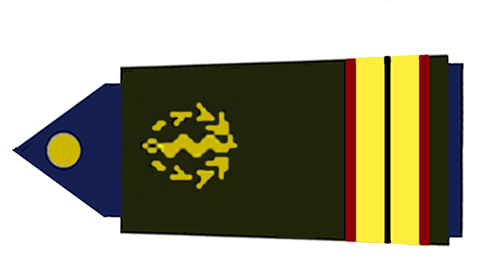
Interne ST-läkare från och med sjunde utbildningsåret till och med legitimation
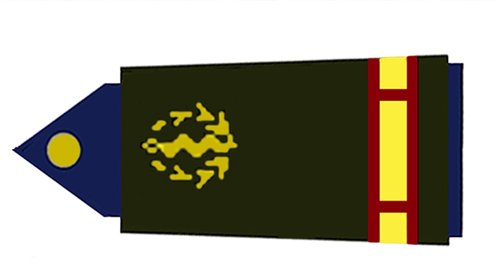
Aspirant Medicine kandidat och AT-läkare från och med fjärde utbildningsåret
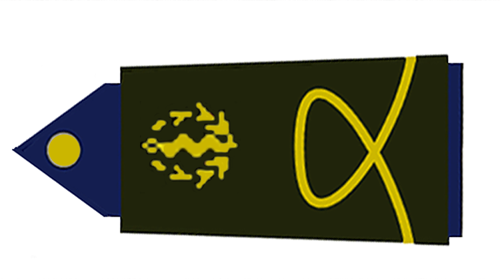
Élève-officier Medicine studerande från det första utbildningsåret

### Militär sjukvårdspersonal
Den militära sjukvårdspersonalen - Militaires Infirmiers et Techniciens des Hôpitaux des Armées (MITHA) - har inte militära grader, utan har samma tjänstebenämningar som i den civila offentliga sjukvården. De bär dock tjänsteställningstecken som visar deras inplacering i den militära hierarkin. Dessa reglerar företräde i tjänsten, verkställighet av militära order, genomförande av hälsningsplikten, tillgång till kollektiva utrymmen där tillträdet är reglerat på grund av befälsnivå samt tjänsten i allmänhet.
Officers tjänsteställning
| Tjänsteställningstecken | Sjukvårdsdirektörer | Chefssjuksköterskor Chefsbarnmorskor                | Psykologer                                           |
| ----------------------- | ------------------- | --------------------------------------------------- | ---------------------------------------------------- |
|                         | första klassen      |                                                     |                                                      |
|                         | andra klassen       |                                                     | högre nivå (fr.o.m. löneklass 6)                     |
|                         |                     | högre nivå                                          | högre nivå (löneklass 1-5)                           |
|                         |                     | grundnivå (efter fem år som likställd med löjtnant) | grundnivå (efter fyra år som likställd med löjtnant) |
|                         |                     | grundnivå                                           | grundnivå (efter ett år som likställd med fänrik)    |
|                         |                     |                                                     | grundnivå                                            |

Källa:  
Underofficers tjänsteställning
| Tjänste- ställnings- tecken | Anestesi- sköterskor och barnmorskor | Operations- sköterskor och barnsjuk- sköterskor | Sjuksköterskor för allmän och specialiserad vård                | Sjukgymnaster, optiker, logopeder, dietister, laboratorie- assistenter, ekg-assistenter, apoteks- assistenter | Under- sköterskor                                                            | Läkar- sekreterare                                                             | Sjukhus- tekniker |
| --------------------------- | ------------------------------------ | ----------------------------------------------- | --------------------------------------------------------------- | --- | ---------------------------------------------------------------------------- | ------------------------------------------------------------------------------ | --- |
|                             | kvalificerad nivå                    | kvalificerad nivå                               | fjärde graden tredje graden andra graden (fr.o.m. löneklass 6)  | kvalificerad nivå (fr.o.m. löneklass 4)                                                                       | -                                                                            | högre nivå(fr.o.m. löneklass 4)                                                | yrkeshögskolenivå första klassen (fr.o.m. löneklass 4)                                                                                     |
|                             | grundnivå                            | grundnivå (fr.o.m. löneklass 4)                 | andra graden (löneklass 1-5) första graden (fr.o.m löneklass 6) | kvalificerad nivå (löneklass 1-3) grundnivå (fr.o.m. löneklass 7)                                             | -                                                                            | högre nivå (löneklass 1- 3) kvalificerad nivå grundnivå (fr.o.m. löneklass 10) | yrkeshögskolenivå första klassen (löneklass 1-3) yrkeshögskolenivå andra klassen (fr.o.m. löneklass 7) gymnasienivå (fr.o.m. löneklass 10) |
|                             | -                                    | grundnivå (löneklass 1-3)                       | första graden (löneklass 3-5)                                   | grundnivå (löneklass 4-6)                                                                                     | högre nivå (fr.o.m. löneklass 3)                                             | grundnivå (löneklass 6-9)                                                      | yrkeshögskolenivå andra klassen (löneklass 4-6) gymnasienivå (löneklass 6-9)                                                               |
|                             | -                                    | -                                               | första graden (löneklass 1-2)                                   | grundnivå (löneklass 1-3)                                                                                     | högre nivå (löneklass 1-2) kvalificerad nivå grundnivå (fr.o.m. löneklass 5) | grundnivå (löneklass 3-5)                                                      | yrkeshögskolenivå andra klassen (löneklass 1-3) gymnasienivå (löneklass 3-5)                                                               |
|                             | -                                    | -                                               | -                                                               | - | grundnivå (löneklass 1-4)                                                    | grundnivå (löneklass 1-4)                                                      | gymnasienivå (löneklass 1-2) |

Källa:  

## Militär själavårdspersonal
* Huvudartikel: Militära själavårdspersonalens grader i Frankrike
Den militära själavårdspersonalen (aumôniers militaires) i Frankrike administreras av Försvarets medicinalväsende (Service de la santé), men de tjänstgör i alla försvarsgrenar. 

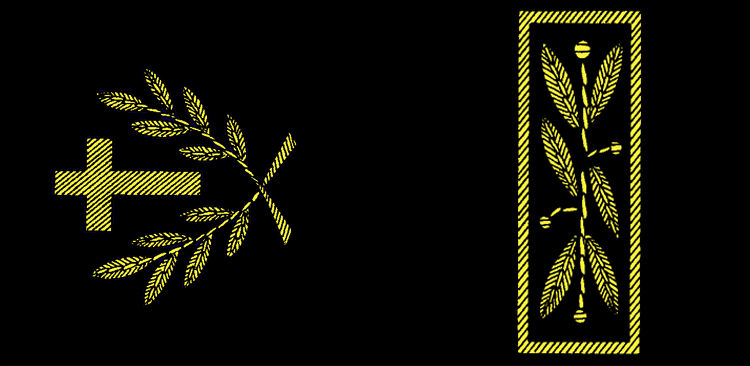
Aumônier militaire-en-chef adjoint Arméns själavårdschef (här för den katolska religionen)
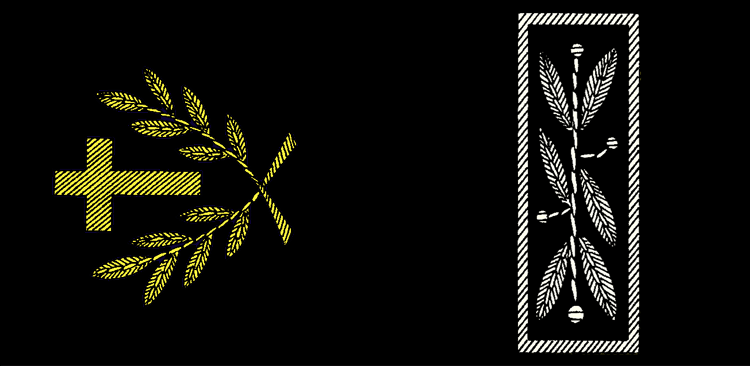
Aumônier militaire régional Regional själavårdschef (här för den protestantiska religionen)
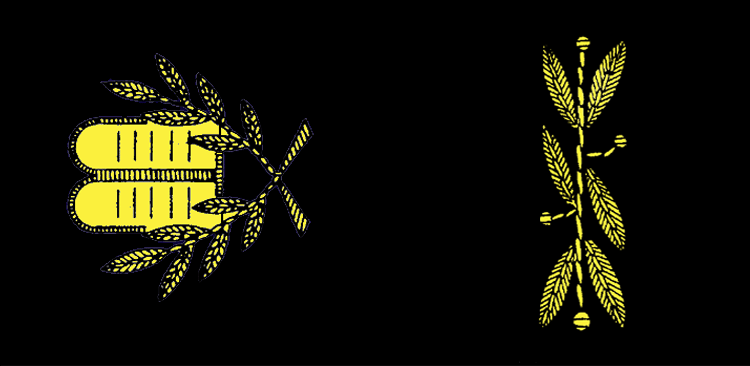
Aumônier militaire Militär själavårdare (här för den judiska religionen)
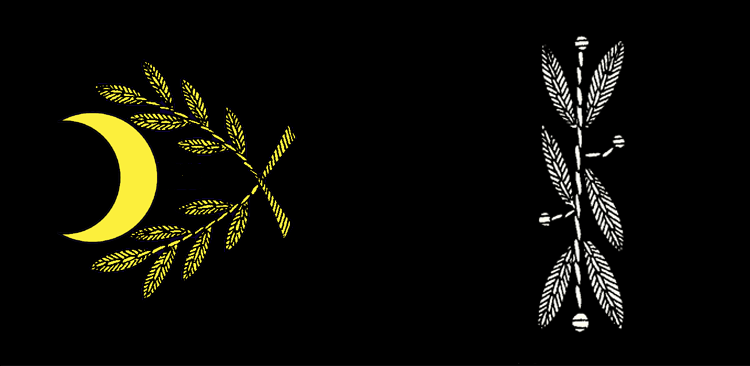
Aumônier militaire de réserve Militär själavårdare i reserven (här för den muslimska religionen)
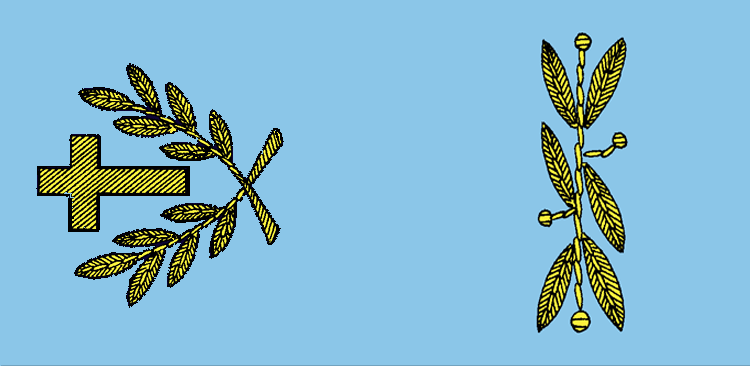
Laïc - aumônier militaire Inte prästvigd själavårdare (här för den katolska religionen)

## Försvarets infrastruktur
Den ledande personalen i Service d'infrastructure de la défense (motsvarar Fortifikationsverket) är Ingénieurs militaire d'infrastructure de la défense (fortifikationsingenjörer).

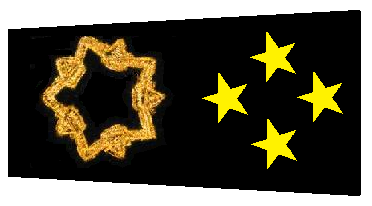
Ingénieur général hors classe
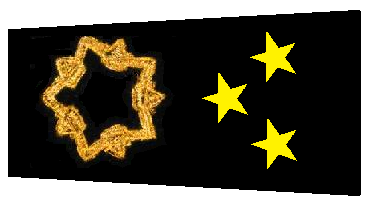
Ingénieur général de première classe
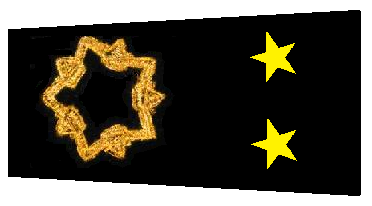
Ingénieur général de deuxième classe
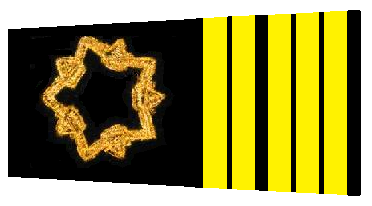
Ingénieur en chef de première classe
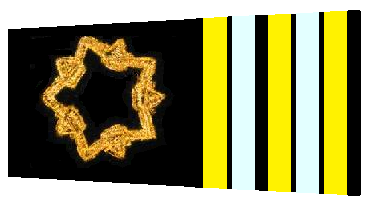
Ingénieur en chef de deuxième classe
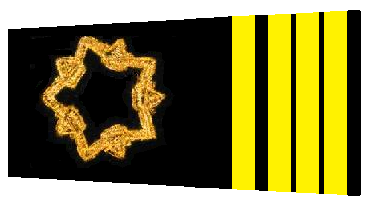
Ingénieur principal
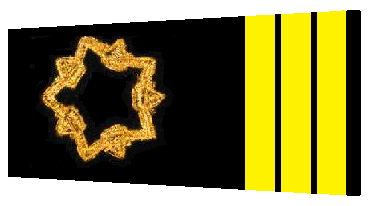
Ingénieur (anställningsår 6-10)
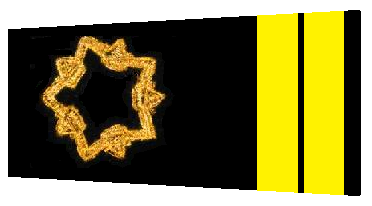
Ingénieur (anställningsår 2-5)
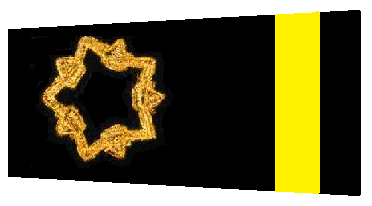
Ingénieur  (första anställningsåret)
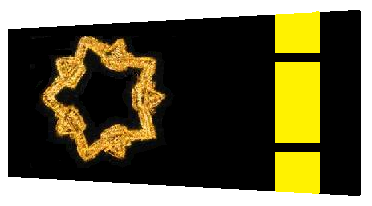
Aspirant

Källa:

## Försvarets materieldirektion
Den ledande personalen i Direction générale de l'armement den franska motsvarigheten till Försvarets materielverk tillhör tre olika personalkårer. Ingénieurs de l'armement (materielingenjörer) rekryteras från civilingenjörer med examen från École polytechnique, ingénieur des études et techniques de l'armement (forskningsingenjörer) bland civilingenjörer i allmnänhet eller från den särskilda högskolan École nationale supérieure de techniques avancées Bretagne (ENSTA), och officiers du corps technique et administratif de l'armement (materielverkets teknisk-administrativa officerskår) utbildas vid l'Ecole supérieure d'administration de l'armement (Materielverkets administrativa högskola).
| Grade                                                                    | Ingénieurs de l'armement (IA)                    | Ingénieurs des études et techniques de l'armement (IETA) | Officiers du corps technique et administratif de l'armement (OCTAA) |
| ------------------------------------------------------------------------ | ------------------------------------------------ | -------------------------------------------------------- | ------------------------------------------------------------------- |
| Général de classe exceptionnelle                                         |                                                  |                                                          |                                                                     |
| Général hors classe                                                      |                                                  |                                                          |                                                                     |
| Général de première classe                                               |                                                  |                                                          |                                                                     |
| Général de deuxième classe                                               |                                                  |                                                          |                                                                     |
| Chef de première classe (IETA/OCTAA) Chef (IA två år eller mer i graden) |                                                  |                                                          |                                                                     |
| Chef de deuxième classe (IETA/OCTAA) Chef (IA mindre än två år i graden) |                                                  |                                                          |                                                                     |
| Principal                                                                |                                                  |                                                          |                                                                     |
| Ingénieur Officier (IETA)                                                | (4-9 löneklassen)                                | (6-10 löneklassen)                                       | (6-10 löneklassen)                                                  |
| Ingénieur Officier (IETA)                                                | (2-3 löneklassen)                                | (2-5 löneklassen) Tredje årskursen vid ENSTA             | (2-5 löneklassen)                                                   |
| Ingénieur Officier (IETA)                                                | (1 löneklassen)                                  | (1 löneklassen) Andra årskursen vid ENSTA                | (1 löneklassen)                                                     |
| Aspirant                                                                 |                                                  | Första årskursen vid ENSTA                               |                                                                     |
| Volontaire                                                               | Praktikant med lägst tvåårig yrkeshögskoleexamen | Praktikant med lägst tvåårig yrkeshögskoleexamen         | Praktikant med lägst tvåårig yrkeshögskoleexamen                    |

Källa: 

## Försvarets drivmedelsförsörjning
Det franska försvarets drivmedelsförsörjning sköts av en försvarsgrensövergripande organisation, Service des essences des armées. Personelen utgörs av drivmedelsingenjörer och drivmedelstekniker samt teknisk-administrativa officerare jämte specialistofficerare, gruppchefer och soldater vid drivmedelsförsörjningen.

### Drivmedelsingenjörer
- Ingénieur général hors classe
- Ingénieur général de première classe
- Ingénieur général de deuxième classe
- Ingénieur en chef de première classe
- Ingénieur en chef de deuxième classe
- Ingénieur principal

### Teknisk-administrativa officerare vid drivmedelsförsörjningen
- Général de division
- Général de brigade
- Colonel
- Lieutenant-colonel
- Commandant
- Capitaine
- Lieutenant
- Sous-lieutenant

### Drivmedelstekniker
- Major
- Agent technique en chef
- Agent technique
- Élève agent technique

### Underofficerare vid drivmedelsförsörjningen
- Major
- Adjudant-chef
- Adjudant
- Maréchal des logis-chef
- Maréchal des logis

### Gruppchefer och soldater vid drivmedelsförsörjningen
- Brigadier-chef de 1re classe
- Brigadier-chef
- Brigadier
- Conducteur de 1re classe
- Conducteur

## Militärdomstolarna
De franska militärdomstolarna har personal från tre militära personalkårer: corps des magistrats militaires (militärdomare), corps des officiers greffiers (högre domstolstjänstemän) och corps des commis greffiers (lägre domstolstjänstemän).
| Corps des magistrats militaires | Corps des officiers greffiers Corps des commis greffiers |
| --- | --- |
| - Magistrat général (Général de brigade) - Magistrat militaire de 1re classe (Colonel) - Magistrat militaire de 2e classe (Lieutenant-colonel) - Magistrat militaire de 3e classe (Commandant) - Magistrat militaire adjoint (Capitaine) | - Officier greffier en chef (Lieutenant-Colonel) - Officier greffier principal (Commandant) - Officier greffier de 1re classe (Capitaine) - Officier greffier de 2e classe (Lieutenant) - Commis greffier de 1re classe (Adjudant-chef) - Commis greffier de 2e classe (Adjudant) |

## Försvarets revision
Försvarets revision, contrôle général des armées, genomförs av en särskild personalkår, Corps de contrôle général des armées.
- Contrôleur général des armées
- Contrôleur des armées
- Contrôleur adjoint des armées